# Zawiya (Jénine)
Zawiya, en arabe : الزاوية, est un village du gouvernorat de Jénine en Palestine, dans le nord de la Cisjordanie. Il est situé au sud de Jénine. Selon le recensement du Bureau central palestinien des statistiques, la localité compte une population de 1 006 habitants en 2017.